# Radicaal 129
Radicaal 129 is een van de 29 van de 214 Kangxi-radicalen dat bestaat uit zes strepen.
In het Kangxi-woordenboek zijn er 19 karakters die dit radicaal gebruiken.

## Karakters met het radicaal 129

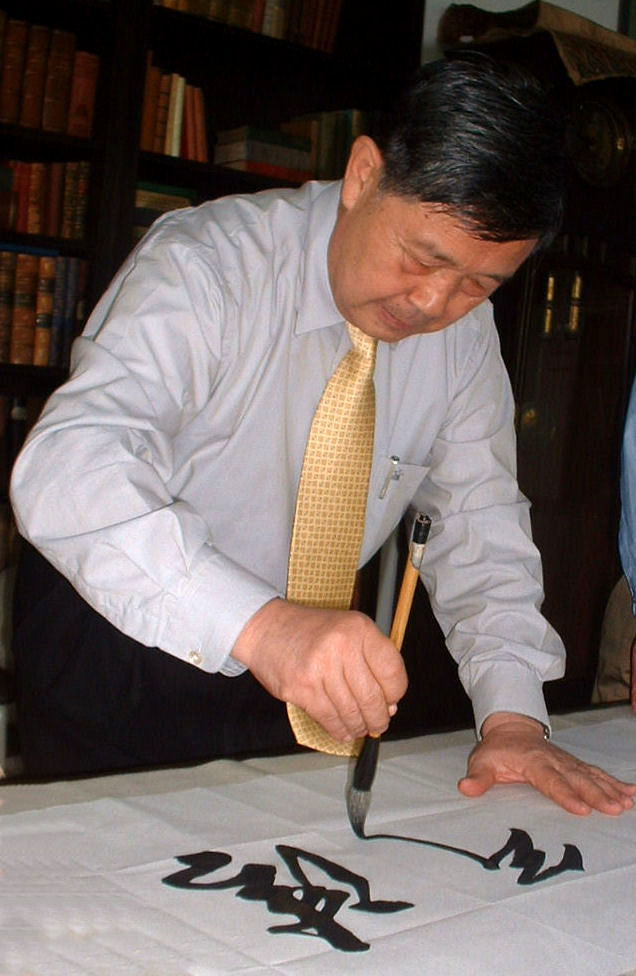
Kalligraferen met een kwast

| Strepen | Karakter |
| ------- | -------- |
| + 0     | 聿 肀    |
| + 4     | 肁 肂 肃 |
| + 5     | 粛       |
| + 7     | 肄 肅 肆 |
| + 8     | 肇 肈    |

Orakelbotkarakter
Bronskarakter
Groot zegelkarakter
Klein zegelkarakter